# Babakan Raden
Babakan Raden is een bestuurslaag in het regentschap Bogor van de provincie West-Java, Indonesië. Babakan Raden telt 5020 inwoners (volkstelling 2010).